# فرودگاه هتفیلد
فرودگاه هتفیلد (به انگلیسی: Hatfield Aerodrome) یک فرودگاه خصوصی با کد یاتا HTF است که یک باند فرود بتن دارد و طول باند آن ۱۸۲۳ متر است. این فرودگاه در کشور انگلستان قرار دارد و در ارتفاع ۷۷ متری از سطح دریا واقع شده‌است.